# Bupleurum longifolium
Bupleurum longifolium är en flockblommig växtart som beskrevs av Carl von Linné. Bupleurum longifolium ingår i släktet harörter, och familjen flockblommiga växter.

## Underarter
Arten delas in i följande underarter:
- B. l. vapincense
- B. l. longifolium

## Bildgalleri

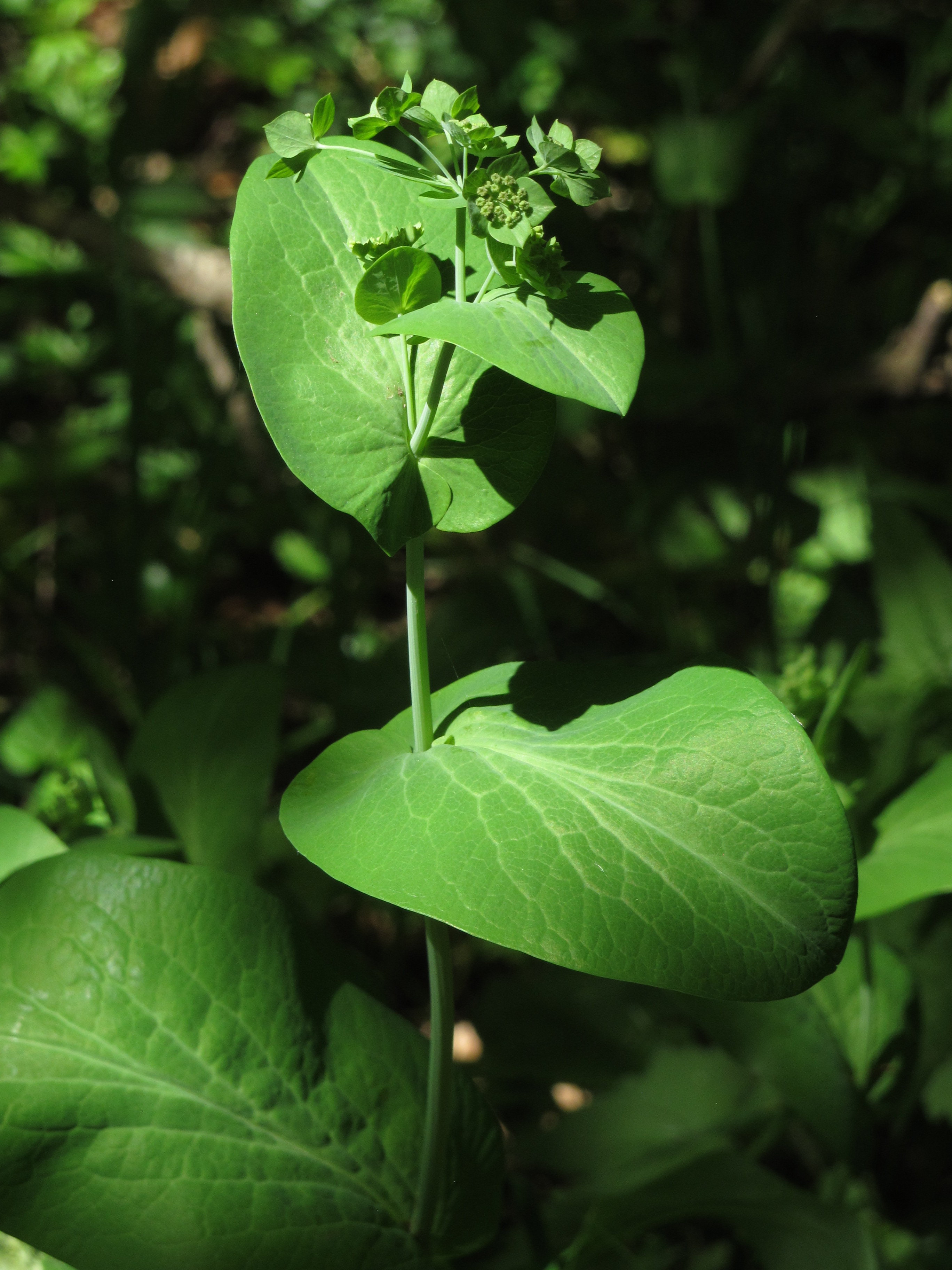
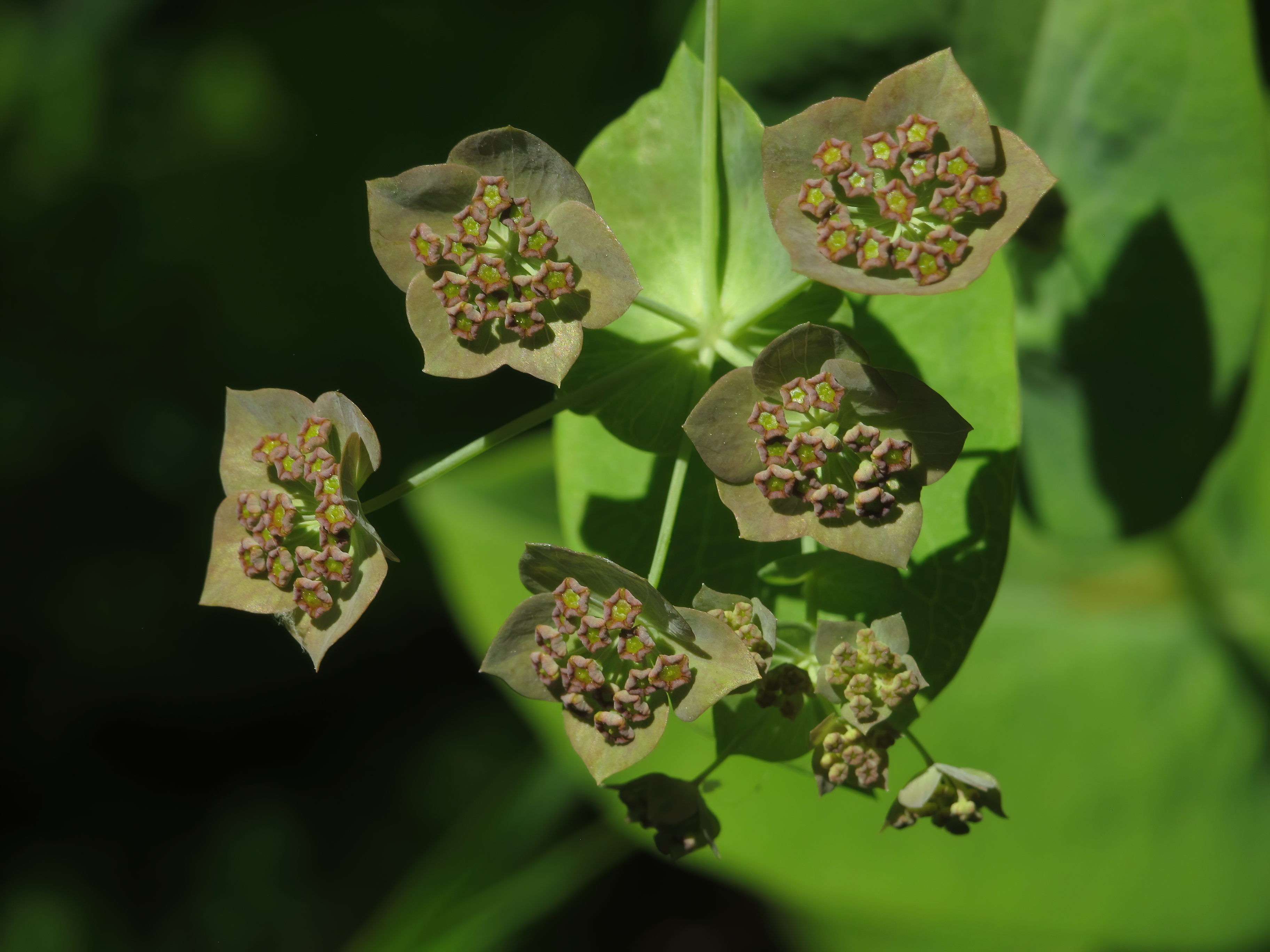